# S-chanf

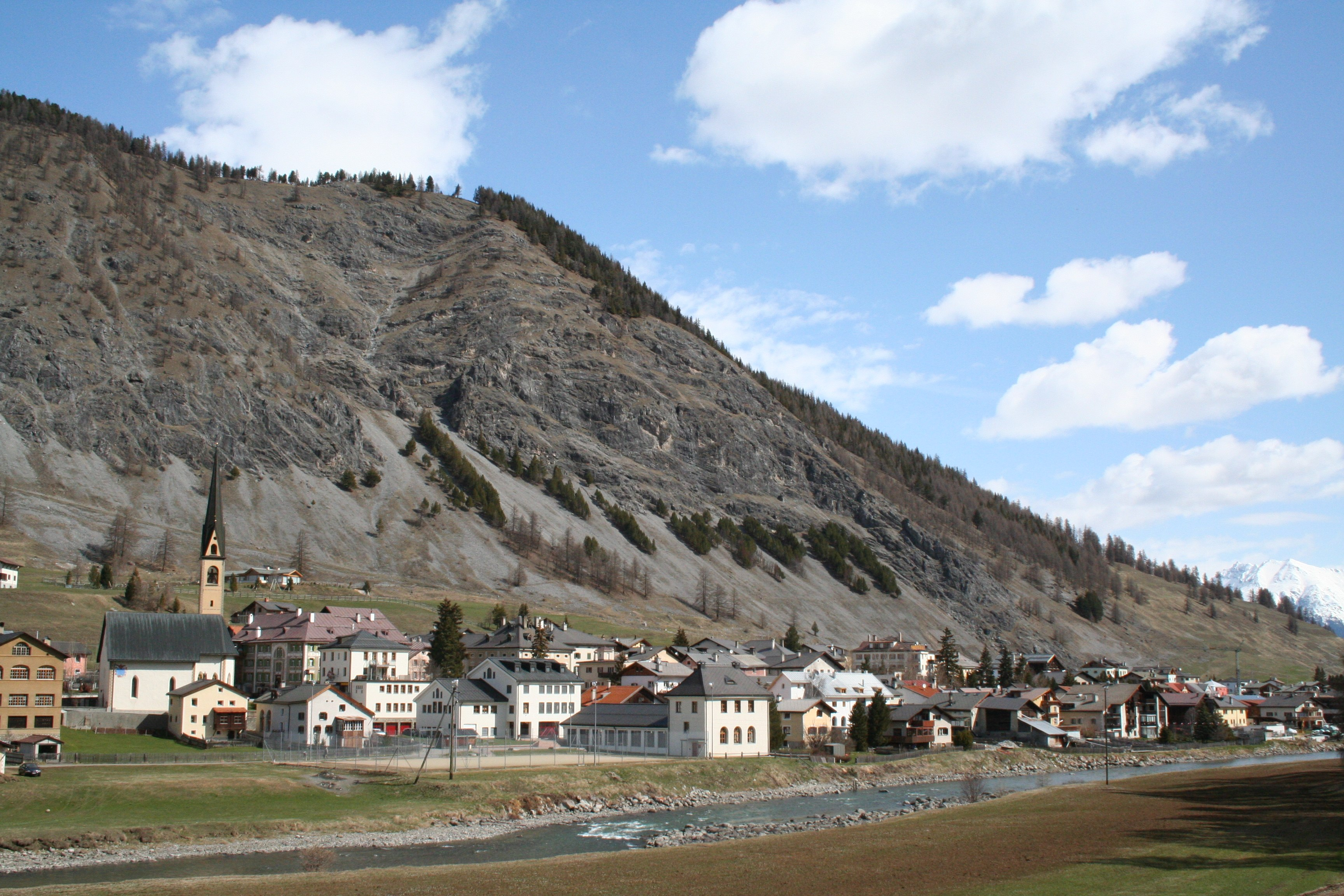

S-chanf (tot 1943 officieel in het Duits Scanfs; Italiaans (verouderd): Scanevo) is een gemeente in het Zwitserse bergdal Oberengadin en behoort tot het kanton Graubünden.
Tot de gemeente behoren het hoofddorp S-chanf en de gehuchten Chapella, Cinuos-Chel, La Resgia en Susauna. Ten noorden van S-chanf opent zich het Val Susauna, in het zuiden het Val Trupchun dat deels tot het Zwitsers Nationaal Park behoort. Het Val Trupchun is bekend vanwege zijn grote wildpopulatie waaronder steenbokken, reeën, herten, en steenarenden
De dorpen worden gekenmerkt door de karakteristieke Engadiner boerderijen. Ten noorden van 'Cinuos-Chel vernauwt het dal zich tot een kloof. Hier ligt de brug Punt Ota die de scheiding vormt tussen het Oberengadin en het Unterengadin.